# Incêndio no supermercado Nakumatt

O incêndio aconteceu num supermercado lotado no centro de Nairóbi (Quênia destacado no mapa)

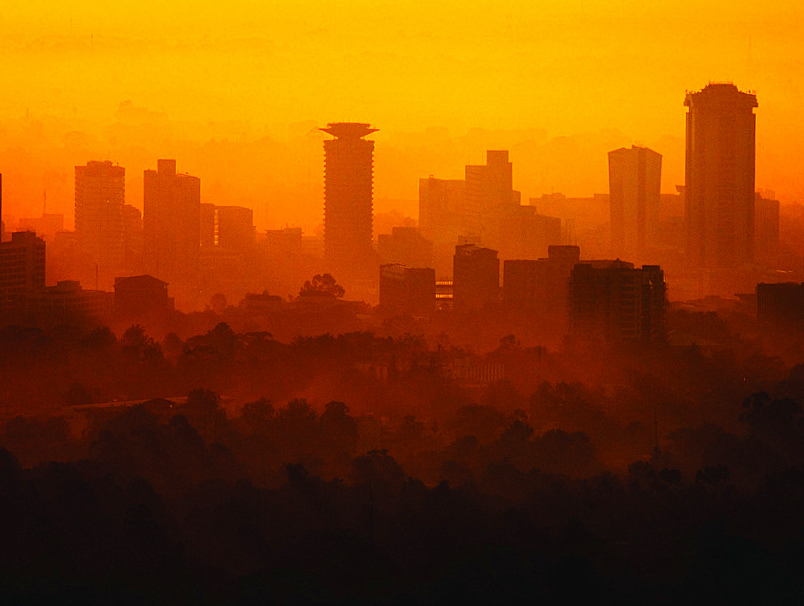
Nairobi

O incêndio no supermercado Nakumatt em 2009 ocorreu quando um supermercado no centro de Nairóbi, Quênia, incendiou-se em 28 de Janeiro de 2009. Vinte e nove pessoas foram localizadas nos escombros do supermercado Nakumatt. A polícia está investigando os seguranças do mercado, que alegadamente trancaram as pessoas no interior do prédio em chamas num esforço para se evitar saques. No entanto, o bloqueio das portas do piso térreo não teve qualquer efeito, já que todos se encontravam no primeiro andar. O fogo teria começado perto da única escada acessível ao público, prendendo as vítimas no primeiro andar do supermercado. Um homem morreu após saltar do prédio para escapar do fogo. Quarenta e sete pessoas continuam desaparecidas. Os corpos dos mortos estão "carbonizados além do reconhecimento".
Relatórios oficiais dizem que uma pessoa morreu no hospital por intoxicação por fumos tóxicos e por ferimentos sofridos no incêndio, mas outras 39 foram não foram encontradas e foram oficialmente consideradas como "desaparecidas". Os serviços de emergência foram criticados por aquilo que a mídia do Quênia vê como uma resposta inadequada ao incêndio. Na sequência do incêndio, a Daily Nation relatou que os três milhões de habitantes de Nairóbi estão servidos unicamente por um corpo de bombeiros situado perto de um distrito comercial com tráfego rodoviário pesado. Embora o incêndio tenha ocorrido em 28 de janeiro, não foi amplamente divulgado em todo o mundo até dois dias mais tarde, quando a plena dimensão do incêndio foi reconhecida.

## Incêndio
O incêndio começou em 28 de Janeiro de 2009, numa quarta-feira à tarde, quando o prédio que abrigava a “Woolworths Downtown Nakumatt Nairobi” pegou fogo às 15h00. O incêndio foi combatido apenas vinte e quatro horas mais tarde. Um transformador tinha explodido e havia relatos de que botijões de gás estavam à venda no supermercado, e que os produtos químicos que estavam à venda numa loja de ferramentas no prédio vizinho “Alibhai Shariff” tinham alimentado o incêndio. Pessoas anônimas ajudaram a combater as chamas. Milhares de pessoas foram retiradas de seus escritórios no centro de Nairóbi assim que nuvens de fumaça negra espalharam-se por grandes partes de Nairóbi. A fumaça obrigou à evacuação de alguns edifícios nas proximidades, com a polícia usando chicotes, cavalos e gás lacrimogêneo para espantar as multidões de curiosos. Um homem morreu após saltar do piso superior do supermercado em chamas, enquanto que um outro homem, o funcionário do supermercado de Nakumatt Jeremias Omoyo, também saltou do telhado para escapar do incêndio, mas sobreviveu. Outro funcionário do supermercado Nakumatt disse ao The Standard, do Quênia, que a multidão incentivava os clientes e funcionários presos no incêndio a saltar. A mídia queniana tem criticado a resposta de emergência, alegando que bombeiros chegaram tarde e em número insuficiente. O Daily Nation, o maior jornal do Quênia, comentou sobre a forma de como o incêndio foi tratado, e respondeu dizendo que, "É justo dizer que a nossa cidade é moderna, mas tem uma infraestrutura de combate a incêndios do Século XVIII". O Conselho de Brigadas de Incêndio da Cidade foi auxiliado por duas empresas privadas de equipamentos de combate a incêndios – a G4S e a Knight Support. Esta é a primeira de duas tragédias que aconteceram no Quênia na mesma semana; pelo menos 113 pessoas foram mortas quando um derrame de óleo combustível pegou fogo em Molo.

### Vítimas
A atriz de rádio e apresentadora Angel Wainaina, conhecida pelo seu papel como Sargento Maria na série televisiva Cobra Squad, foi uma das vítimas e seu corpo foi identificado. Peter Serry, o presidente do clube de futebol Tusker FC, estava no supermercado enquanto o incêndio começou, e está desaparecido desde então, enquanto que o treinador do Tusker FC, James Nandwa, que acompanhou Serry, escapou apenas com ferimentos leves.

### Reconstrução
As ruínas do edifico Woolworths, que abrigava o supermercado, foram demolidas após o incêndio. A reconstrução do edifício foi definida e, de acordo com os responsáveis pelos Museus Nacionais do Quênia, é um edifício histórico que deve ser semelhante ao anterior e construído com tijolos vermelhos. Por outro lado, Steve Oundo, presidente da Associação dos Arquitetos do Quênia, prefere simplesmente a reconstrução de um salão de recordação no lugar, em vez de reconstruir o supermercado.

## Rede Nakumatt
A Nakumatt é uma rede de supermercados que tem 18 lojas em todo Quênia, empregando 3 200 pessoas, e planeja expandir seus negócios para Uganda, Ruanda e outros países da África Oriental. Nakumatt é uma empresa de propriedade do queniano Atul Shah e família, e de Hotnet Ltd. Em 23 de Agosto de 2008, a Nakumatt abriu sua primeira loja fora do Quênia, no Union Trade Center, em Kigali, Ruanda.